# Stazione di Montirone
Stazione di Montirone vasútállomás Olaszországban, Lombardia régióban, Montirone településen.

## Vasútvonalak
Az állomást az alábbi vasútvonalak érintik:
- Brescia–Parma-vasútvonal

## Kapcsolódó állomások
A vasútállomáshoz az alábbi állomások vannak a legközelebb:
- Borgosatollo railway station (1893. augusztus 1. – 1932. május 21., Brescia–Parma-vasútvonal)
- Stazione di Ghedi
- Stazione di San Zeno-Folzano (1932. május 22. – , Brescia–Parma-vasútvonal)